# 伊萬尼夫卡 (羅濟夫卡市鎮)
47°34′56″N 36°45′21″E / 47.58222°N 36.75583°E
伊萬尼夫卡（烏克蘭語：Іванівка）是位於烏克蘭東南部的村莊，由扎波羅熱州波洛希區的羅濟夫卡市鎮負責管轄。該村面積0.19平方公里，海拔高度137米，2001年人口51，人口密度每平方公里268.4人。